# Шумпеи Иноуе
Шумпеи Иноуе (јап. 井上 俊平) био је јапански фудбалер.

## Каријера
Током каријере играо је за Осака.

## Репрезентација
За репрезентацију Јапана дебитовао је 1923. године.

## Статистика
| Јапан  | Јапан | Јапан |
| Год.   | Ута.  | Гол.  |
| ------ | ----- | ----- |
| 1923   | 1     | 0     |
| Укупно | 1     | 0     |